# Горбатый-Шуйский, Иван Васильевич
Князь Ива́н Васи́льевич Шу́йский по прозванию Горба́тый — великий князь Нижегородско-Суздальский, служилый князь городецкий в середине XV века, троюродный брат великого московского князя Василия II Васильевича Тёмного.
Из суздальской ветви Рюриковичей. Родоначальник младшей ветви Горбатых-Шуйских. Второй сын князя Василия Семёновича Шуйского (ум. 1403 году) известного по родословным, внук Семена Дмитриевича (ум. 1401). Имел братьев, князей: Романа, Андрея по прозванию Лугвица (служил князю Ивану Андреевичу Можайскому), Бориса, бездетного боярина Василия по прозванию Гребёнка и Александра по прозванию Глазатый (родоначальник князей Глазатые-Шуйские и Барбашины).
Потомки по его прозванию получили фамилию Горбатые-Шуйские.

## Биография
Встал на сторону Василия Тёмного в его войне с Дмитрием Шемякой. Первым из князей Шуйских признал власть московского князя, заключив в 1448 году соглашение с Василием Тёмным: князь Иван Васильевич отказывался от претензий на Суздальско-Нижегородское княжество, должен был вернуть все ярлыки, полученные его предками от ханов Золотой Орды, не получать новые, и переходил на службу в Москву. Взамен великий князь жаловал князю Ивану Васильевичу в «вотчину» Городецкий удел (его центром после нашествия Едигея стал Юрьевец), «вотчиной в Суздале» и признавал его права на отцовское наследство в суздальской земле, в противовес представителям старшей княжеской ветви Шуйских, поддерживавшим Дмитрия Шемяку во время его краткого великого княжения. Он с потомством владел Городцом, Шуей, Юрьевцем и другими с правами державных князей. Со временем полнота прав на родовые вотчины потомков князя Ивана Васильевича подвергались серьёзным ограничениям. Их владения дробились наследниками и различными путями переходили под власть великого московского князя, однако родовые земли в собственности князей Горбатые-Шуйские оставались.
В 1448/49 годах князь Иван Васильевич Горбатый променял с Троице-Сергиевым монастырём земли в Суздальском уезде село Непотягово, на нивы земли Микулинской в том же уезде.
В 1458 году вместе с главнокомандующим Семёном Ивановичем Ряполовским-Хрипуном, воевода в неудачном походе против вятчан «И до Вятки дошли, да не взяли…. И то дал Бог, что сами по здорову пришли».
В 1472—1479 годах наместник в Суздале.
Умер в конце XV века.

## Семья
От брака с неизвестной имел детей, поделивших его владения:
- Князь Горбатый-Шуйский Иван Иванович — известен по родословным.
- Князь Горбатый-Шуйский Андрей Иванович — в 1493 году первый воевода войск правой руки в Коломне, собирал там войско для отражения нападения крымцев, бездетный.
- Князь Горбатый-Шуйский Борис Иванович — воевода (не путать с бояриным Борисом Ивановичем).
- Князь Горбатый-Шуйский Василий Иванович — в 1470—1471 годах наместник и воевода в Новгороде, сослан взбунтовавшимися новгородцами на Двину в Заволочье в «заставу», но вскоре был освобождён. Женат на неизвестной, в иночестве Варсонофия, погребена в Суздальском Покровском Девичьем монастыре (не путать полных тёзок обозначенных у Лобанова-Ростовского под № 5 (о ком статья) и № 18 Горбатым-Шуйским Василием Ивановичем жившим при Иване Грозном).
- Дочь — жена князя Даниила Васильевича Щени — родоначальника князей Щенятевых[7].

## Критика
П. Н. Петров в «Истории родов русского дворянства» отмечает: род продлился на протяжении четырёх поколений и едва ли не продолжающемуся, под фамилией дворян Сусловы и далее.
П. В. Долгоруков в «Российской родословной книге» показывает братьев князя Ивана Семёновича Шуйского-Горбатого: Александр Глазатый (родоначальник угасших князей Шуйские-Глазатые и Барбашины), Иван Горбатый (о ком статья), Роман, Андрей Лугвица, Борис и Василий Гребёнка.